# 迈恩布里县
迈恩布里县（Mainpuri district）是印度北方邦的一個縣，位於該國北部，面積2,745平方公里，識字率為78.26%，人口在2001至2011年期間增長15.69%，2011年人口1,847,194，人口密度每平方公里673人。
27°10′N 79°00′E / 27.167°N 79.000°E